# Leers (Nord)
Leers ist eine französische Stadt mit 9555 Einwohnern (Stand: 1. Januar 2022) im Département Nord in der Region Hauts-de-France. Sie gehört zum Arrondissement Lille und zum Kanton Roubaix-2. Die Einwohner heißen Leersoisse.

## Lage
Die Stadt Leers liegt am Canal de Roubaix, 15 Kilometer nordöstlich der Innenstadt von Lille und unmittelbar an der Grenze zu Belgien. Der Ortsteil Leers-Nords gehört bereits zur belgischen Gemeinde Estaimpui.
Umgeben wird Leers von den Gemeinden Wattrelos im Norden, Estaimpuis (Belgien) im Osten, Toufflers im Süden, Lys-lez-Lannoy im Südwesten und Roubaix im Westen.

## Geschichte
Im Jahr 1106 wurde Leers in den Büchern der Abtei Hasnon erstmals erwähnt.

### Bevölkerungsentwicklung
| Jahr                       | 1962 | 1968 | 1975 | 1982 | 1990 | 1999 | 2006 | 2013 | 2020 |
| Einwohner                  | 5360 | 5848 | 7788 | 8558 | 9627 | 9651 | 9290 | 9456 | 9548 |
| Quellen: Cassini und INSEE |      |      |      |      |      |      |      |      |      |

## Sehenswürdigkeiten
- Windmühle von Leers
- Kirche Saint-Vaast aus dem 16. Jahrhundert
- Bourloire du cercle Saint-Louis (Historischer Platz von 1891 für die Bourle, eine Variante des Boule-Spiels, Monument historique seit 2006)
- Hubbrücke über den Canal de Roubaix

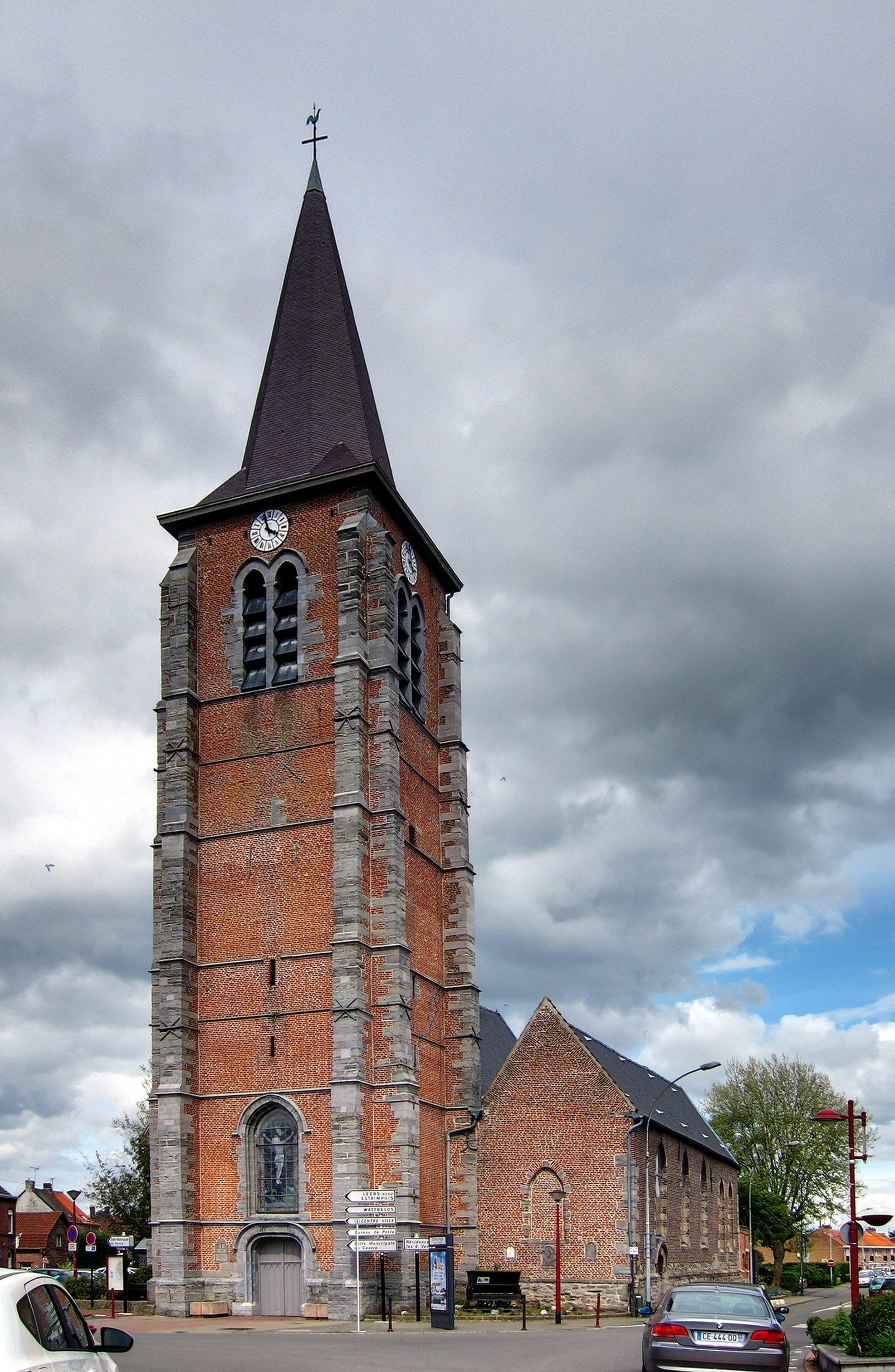
Kirche Saint-Vaast
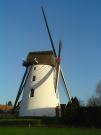
Windmühle
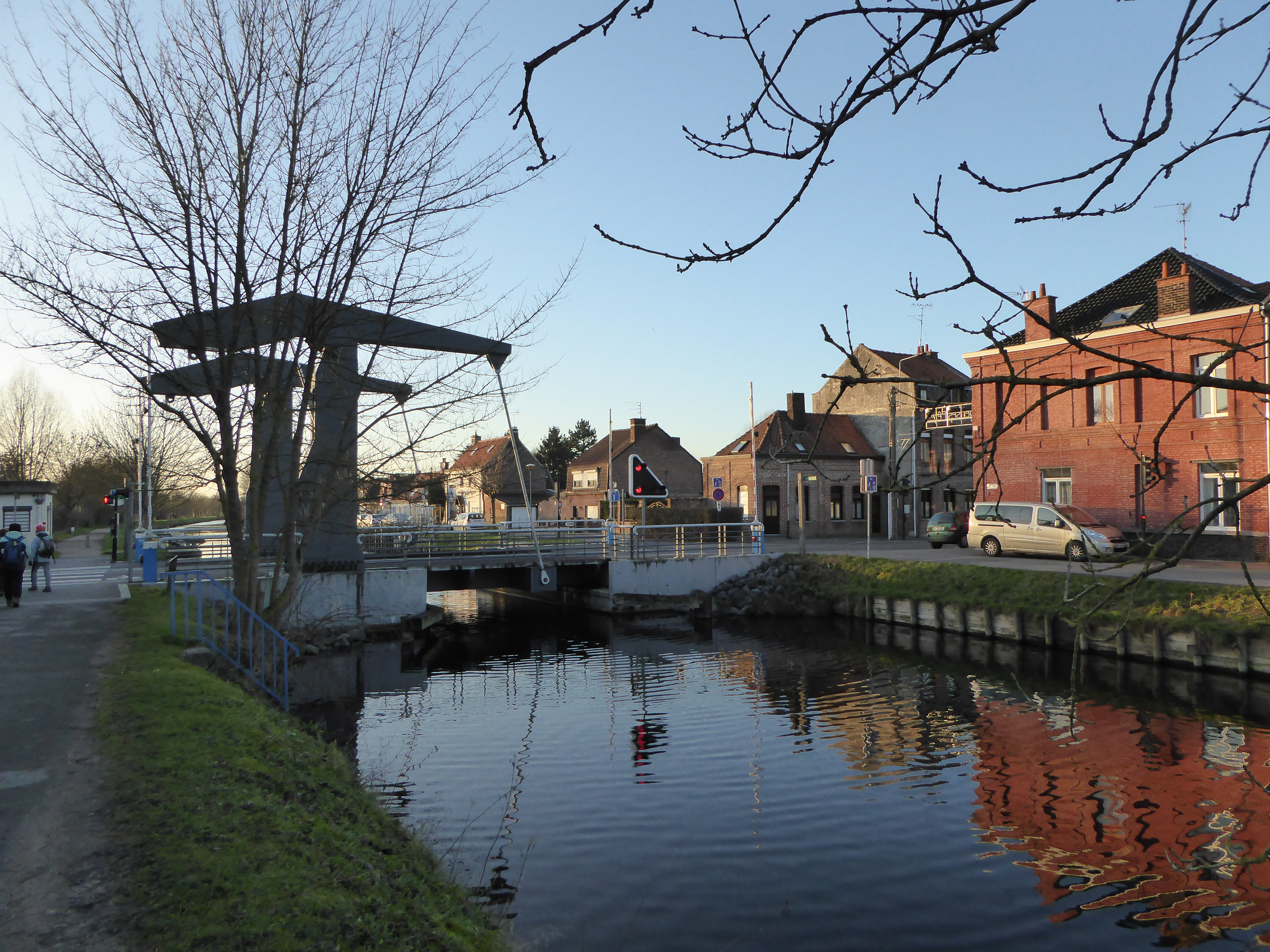
Canal de Roubaix mit Hubbrücke
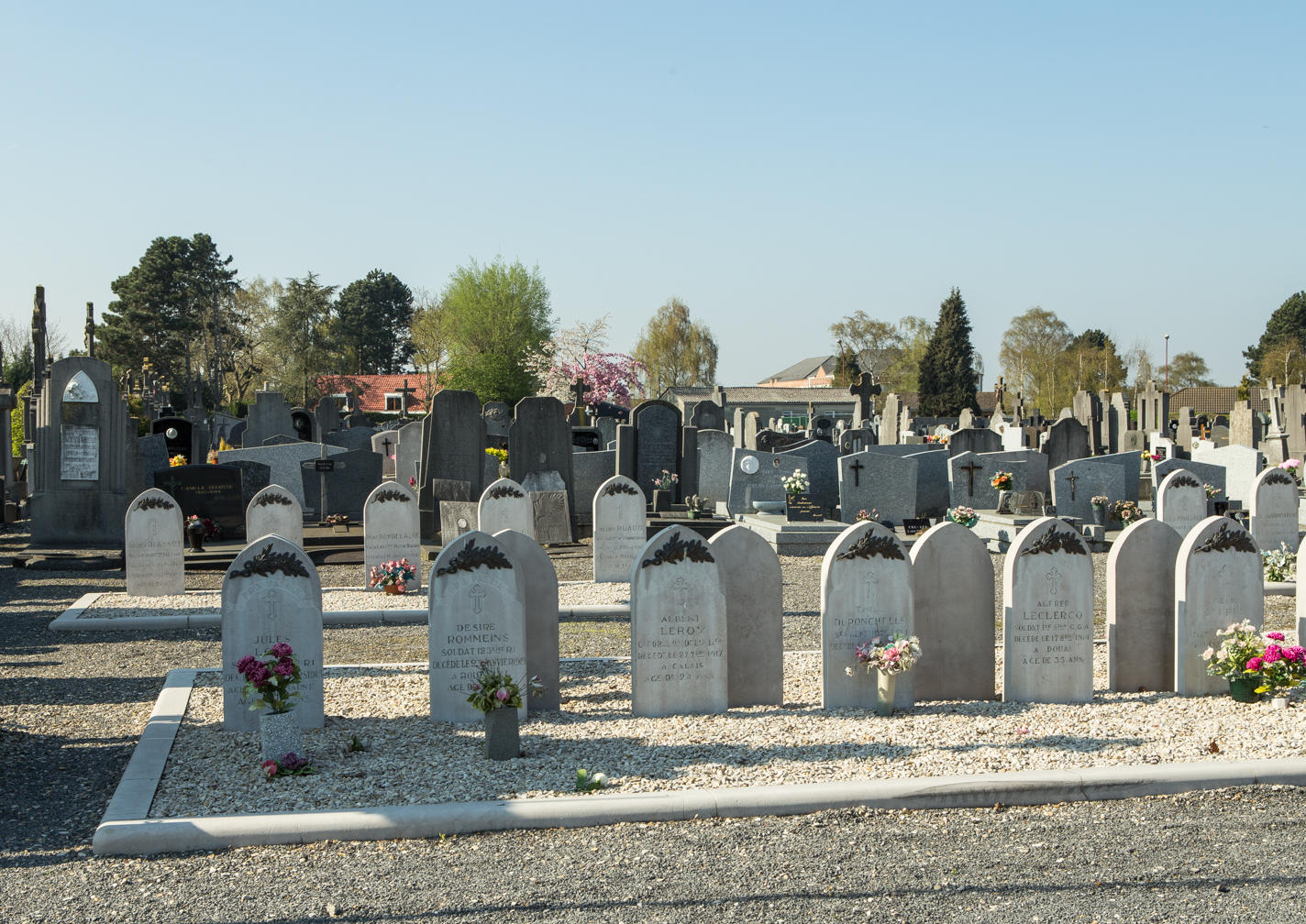
Kommunaler Friedhof

## Gemeindepartnerschaften
- Jüchen, Nordrhein-Westfalen, Deutschland
- Estaimpuis, Wallonien, Belgien
- Coquelles, Pas-de-Calais, Frankreich